# Richard Denning
Richard Denning (Poughkeepsie, 27 de marzo de 1914-Escondido,11 de octubre de 1998) fue un actor estadounidense conocido por su trabajo en películas como Creature from the Black Lagoon (1954) y An Affair to Remember (1957), así como por su papel de marido de Lucille Ball en My Favorite Husband (1948–1951), antecedente de la serie televisiva I Love Lucy, en la cual Denning fue reemplazado por el marido de Ball en la vida real, Desi Arnaz.

## Biografía
Su verdadero nombre era Louis Albert Heindrich Denninger, Jr., y nació en Poughkeepsie, Nueva York. Fue un actor conocido principalmente por su papel recurrente del Gobernador de Hawái Paul Jameson en la serie de la CBS Hawaii Five-O (1968–1980). También interpretó el papel del título en la serie detectivesca Michael Shayne (1960–61), y compartió cartel con Barbara Britton en otra serie de detectives, Mr. and Mrs. North (1952–1954). Más adelante fue el Dr. Greg Graham en "The Flying Doctor" (1959). Además, intervino en tres ocasiones en la serie de antología de la ABC Crossroads.
Según Denning, con motivo de la Segunda Guerra Mundial hubo de apartarse temporalmente de su profesión y, tras su vuelta, estuvo 18 meses en paro antes de que Paramount Pictures le diera trabajo. En ese período Denning y su familia vivían en una casa móvil que él aparcaba alternativamente en Malibú (California) y Palm Springs. Su inactividad finalizó al ser contratado para trabajar con Lucille Ball en el programa radiofónico My Favorite Husband.
Denning estaba ya retirado y viviendo en la isla de Maui con su esposa, cuando el productor Leonard Freeman le ofreció actuar como el Gobernador en una nueva serie, Hawaii Five-O.  Freeman le garantizó un horario semanal adecuado a fin de convencerle para aceptar el trabajo.

## Vida personal
Denning estuvo casado con la reina de las películas de horror de la década de 1940 Evelyn Ankers (coprotagonista de El hombre lobo), que se retiró del cine a los 32 años de edad tras su matrimonio. Tras fallecer Ankers a causa de un cáncer en 1985, Denning se casó con Patricia Leffingwell.
Richard Denning falleció en Escondido (California), en 1998, a causa de un paro cardiaco. Fue enterrado en el Cementerio de Veteranos de Maui.

## Filmografía
| Año       | Título                                   | Personaje                      | Observaciones                                       |
| --------- | ---------------------------------------- | ------------------------------ | --------------------------------------------------- |
| 1937      | Hold 'em Navy                            | Guardia marina Jepson          |                                                     |
| 1937      | Wells Fargo                              |                                | sin créditos                                        |
| 1938      | The Buccaneer                            | Capitán Reid                   |                                                     |
| 1938      | The Big Broadcast of 1938                | Oficial del S.S. Gigantic      | sin créditos                                        |
| 1938      | Her Jungle Love                          | Piloto                         |                                                     |
| 1938      | College Swing                            | Estudiante                     | sin créditos                                        |
| 1938      | You and Me                               |                                |                                                     |
| 1938      | The Texans                               | Cabo Parker                    |                                                     |
| 1938      | Give Me a Sailor                         | Marinero                       | sin créditos                                        |
| 1938      | Campus Confessions                       | Buck Hogan                     |                                                     |
| 1938      | King of Alcatraz                         | Harry Vay                      |                                                     |
| 1938      | Touchdown Army                           | Cadete                         | sin créditos                                        |
| 1938      | The Arkansas Traveler                    |                                |                                                     |
| 1938      | Illegal Traffic                          | Silk Patterson                 |                                                     |
| 1938      | Say It in French                         | Pasajero del ascensor          | sin créditos                                        |
| 1939      | Ambush                                   | Mecánico del garaje de policía |                                                     |
| 1939      | Persons in Hiding                        | Powder, secuaz                 |                                                     |
| 1939      | King of Chinatown                        | Primer interno                 |                                                     |
| 1939      | I'm From Missouri                        | Piloto de avión                |                                                     |
| 1939      | Sudden Money                             | Johnny Jordan                  |                                                     |
| 1939      | Unión Pacífico                           | Reportero                      | sin créditos                                        |
| 1939      | Hotel Imperial                           |                                | sin créditos                                        |
| 1939      | Some Like It Hot                         | Mr. Weems                      |                                                     |
| 1939      | Undercover Doctor                        | Frank Oliver                   |                                                     |
| 1939      | The Gracie Allen Murder Case             | Fred                           |                                                     |
| 1939      | Grand Jury Secrets                       | Murph                          |                                                     |
| 1939      | Million Dollar Legs                      | Hunk Jordan                    |                                                     |
| 1939      | The Star Maker                           | Ayudante del director de danza | sin créditos                                        |
| 1939      | Television Spy                           | Dick Randolph                  |                                                     |
| 1939      | Disputed Passage                         | Estudiante                     | sin créditos                                        |
| 1939      | Our Neighbors – The Carters              | Piloto                         | sin créditos                                        |
| 1939      | Geronimo                                 | Teniente Larned                |                                                     |
| 1939      | The Night of Nights                      | Call Boy                       |                                                     |
| 1940      | Emergency Squad                          | Dan Barton                     |                                                     |
| 1940      | Parole Fixer                             | Bruce Eaton                    |                                                     |
| 1940      | The Farmer's Daughter                    | Dennis Crane                   |                                                     |
| 1940      | Seventeen                                | Jack                           |                                                     |
| 1940      | Queen of the Mob                         | Charlie Webster                |                                                     |
| 1940      | Those Were the Days!                     | Briggs                         |                                                     |
| 1940      | Golden Gloves                            | Bill Crane                     |                                                     |
| 1940      | Policía montada del Canadá               | Agente Thornton                |                                                     |
| 1940      | Love Thy Neighbor                        |                                |                                                     |
| 1941      | Adam Had Four Sons                       | Jack Stoddard                  |                                                     |
| 1941      | West Point Widow                         | Tte. Rhody Graves              |                                                     |
| 1942      | Beyond the Blue Horizon                  | Jackra el Magnífico            |                                                     |
| 1942      | The Glass Key                            | Taylor Henry                   |                                                     |
| 1942      | Quiet Please, Murder                     | Hal McByrne                    |                                                     |
| 1942      | Ice-Capades Revue                        | Jeff                           |                                                     |
| 1944      | Golden Gloves                            |                                |                                                     |
| 1946      | Black Beauty                             | Bill Dixon                     |                                                     |
| 1946      | The Fabulous Suzanne                     | Rex                            |                                                     |
| 1947      | Seven Were Saved                         | Capitán Allen Danton           |                                                     |
| 1948      | Caged Fury                               | Blaney Lewis                   |                                                     |
| 1948      | Lady at Midnight                         | Peter Wiggins                  |                                                     |
| 1948      | Unknown Island                           | John Fairbanks                 |                                                     |
| 1948      | Disaster                                 | Bill Wyatt                     |                                                     |
| 1950      | No Man of Her Own                        | Hugh Harkness                  |                                                     |
| 1950      | Harbor of Missing Men                    | Jim 'Brooklyn' Gannon          |                                                     |
| 1950      | Double Deal                              | Buzz Doyle                     |                                                     |
| 1951      | The Bigelow Theatre                      |                                | Serie de TV, episodio: "The Hot Welcome"            |
| 1951      | Secrets of Beauty                        | Dr. John Waldron               |                                                     |
| 1951      | Flame of Stamboul                        | Larry Wilson                   |                                                     |
| 1951      | Insurance Investigator                   | Tom Davison                    |                                                     |
| 1951      | Week-End with Father                     | Don Adams                      |                                                     |
| 1952      | Okinawa                                  | Teniente Phillips              |                                                     |
| 1952      | Scarlet Angel                            | Malcolm Bradley                |                                                     |
| 1952      | Cavalcade of America                     |                                | Serie de TV, episodio "The Man Who Took a Chance"   |
| 1952      | Hangman's Knot                           | Lee Kemper                     |                                                     |
| 1953      | Target Hong Kong                         | Mike Lassiter                  |                                                     |
| 1953      | Ford Television Theatre                  | Dr. James Baker                | Serie de TV, episodio "The Doctor's Downfall"       |
| 1953      | The 49th Man                             | Investigador jefe Paul Reagan  |                                                     |
| 1953      | The Glass Web                            | Dave Markson                   |                                                     |
| 1954      | Jivaro                                   | Jerry Russell                  |                                                     |
| 1954      | Ford Television Theatre                  | George Beagle                  | Serie de TV, episodio "The Legal Beagles"           |
| 1954      | Battle of Rogue River                    | Stacey Wyatt                   |                                                     |
| 1954      | Creature from the Black Lagoon           | Dr. Mark Williams              |                                                     |
| 1954      | Schlitz Playhouse of Stars               |                                | Serie de TV, episodio "Tapu"                        |
| 1954      | Mr. & Mrs. North                         | Jerry North                    | Serie de TV, 56 episodios                           |
| 1954      | Target Earth                             | Frank Brooks                   |                                                     |
| 1955      | TV Reader's Digest                       | Don Wilkerson                  | Serie de TV, episodio "I'll Pick More Daisies"      |
| 1955      | Ford Television Theatre                  | Tim Barker                     | Serie de TV, episodio "All That Glitters"           |
| 1955      | Air Strike                               | Comandante Stanley Blair       |                                                     |
| 1955      | The Magnificent Matador                  | Mark Russell                   |                                                     |
| 1955      | Creature with the Atom Brain             | Dr. Chet Walker                |                                                     |
| 1955      | The Gun That Won the West                | 'Dakota' Jack Gaines           |                                                     |
| 1955      | The Crooked Web                          | Frank Daniel                   |                                                     |
| 1955      | The Day the World Ended                  | Rick                           |                                                     |
| 1956      | Cheyenne                                 | Capitán Quinlan                | Serie de TV, episodio "Decision"                    |
| 1956      | Celebrity Playhouse                      | William Broder                 | Serie de TV, episodio "Bachelor Husband"            |
| 1956      | The Oklahoma Woman                       | Steve Ward                     |                                                     |
| 1956      | Girls in Prison                          | Reverendo Fulton               |                                                     |
| 1956      | Crossroads                               | Dr. Ira Langston               | Serie de TV, episodio "Chinese Checkers"            |
| 1956      | Crossroads                               | Rev. George Bolton             | Serie de TV, episodio "The Bowery Bishop"           |
| 1956      | Crossroads                               | Reverendo Lloyd E. Williams    | Serie de TV, episodio "The Pure White Orchid"       |
| 1956      | Million Dollar Manhunt                   | Mayor Gregory Keen             |                                                     |
| 1956      | Ford Television Theatre                  | Barney Maddock                 | Serie de TV, episodio "Double Trouble               |
| 1956      | Ford Television Theatre                  | Davy Jones                     | Serie de TV, episodio "On the Beach"                |
| 1957      | Ford Television Theatre                  | Charlie Frye                   | Serie de TV, episodio "The Idea Man"                |
| 1957      | An Affair to Remember                    | Kenneth Bradley                |                                                     |
| 1957      | The Buckskin Lady                        | Dr. Bruce Merritt              |                                                     |
| 1957      | The Black Scorpion                       | Hank Scott                     |                                                     |
| 1957      | General Electric Theater                 | Dr. Mark Andrews               | Serie de TV, episodio "Eyes of a Stranger"          |
| 1958      | General Electric Theater                 | Jim Kendall                    | Serie de TV, episodio "Letters from Cairo"          |
| 1958      | The Lady Takes a Flyer                   | Al Reynolds                    |                                                     |
| 1958      | Studio One                               | Jack Marshall                  | Serie de TV, episodio "The Laughing Willow"         |
| 1958      | Desert Hell                              | Sargento Mayor Pierre Benet    |                                                     |
| 1959      | The Flying Doctor                        | Dr. Greg Graham                | Serie de TV, 39 episodios                           |
| 1960      | No Greater Love                          |                                |                                                     |
| 1960–1961 | Michael Shayne                           | Michael Shayne                 | Serie de TV, 32 episodios                           |
| 1963      | Going My Way                             | Larry                          | Serie de TV, episodio "Don't Forget to Say Goodbye" |
| 1963      | Twice-Told Tales                         | Jonathan Maulle                |                                                     |
| 1964–1965 | Karen                                    | Steve Scott                    | Serie de TV, 27 episodios                           |
| 1966      | Alice Through the Looking Glass          | Padre de Alice                 |                                                     |
| 1968      | I Sailed to Tahiti With an All Girl Crew | Comodoro                       |                                                     |
| 1968      | I Spy                                    | Delaney                        | Serie de TV, episodio "This Guy Smith"              |
| 1968–1980 | Hawaii Five-O                            | Gobernador Paul Jameson        | Serie de TV, 69 episodios                           |
| 1971      | Mary, Queen of Scots                     |                                |                                                     |
| 1974      | McCloud                                  | Edgar Hamilton                 | Serie de TV, episodio "A Cowboy in Paradise"        |
| 1980      | The Asphalt Cowboy                       | Charles Van Heuran             |                                                     |